# Coupe du monde féminine de baseball 2006
Navigation
Édition précédente Édition suivante
La Coupe du monde féminine de baseball 2006 est la 2e édition de cette épreuve mettant aux prises les meilleures sélections nationales. Elle s'est tenue du 31 juillet au 6 août à Taipei au Taïwan.
Les États-Unis conservent leur titre devant le Japon et le Canada,.

## Sélections
Sept équipes participent à cette édition:
| Poule unique | Poule unique           |
| ------------ | ---------------------- |
| Australie    | 4e Coupe du monde 2004 |
| Canada       | Coupe du monde 2004    |
| Cuba         | 1re apparition         |
| États-Unis   | Coupe du monde 2004    |
| Hong Kong    | 1re apparition         |
| Japon        | Coupe du monde 2004    |
| Taïwan       | 5e Coupe du monde 2004 |

## Format du tournoi
Les équipes s'affrontent dans une poule unique au format round robin. Les médailles sont attribuées aux trois premières au classement.
Si une équipe mène de plus de 10 points après le début de la 5e manche, le match est arrêté (mercy rule). Les règles de tie-break en cas d'égalité au classement étaient en place: d'abord le résultat des confrontations directes, et ensuite le nombre de points encaissés en moyenne par manche dans les confrontations directes.

## Matchs
| Date       | Lieu             | Recevant   | Visiteur   | Score         |
| ---------- | ---------------- | ---------- | ---------- | ------------- |
| 31 juillet | Tien-Mou Stadium | Australie  | Hong Kong  | 22 - 2 (5 m.) |
| 31 juillet | Tien-Mou Stadium | États-Unis | Canada     | 2 - 5         |
| 31 juillet | Tien-Mou Stadium | Japon      | Taïwan     | 9 - 0         |
| 1er août   | Tien-Mou Stadium | Canada     | Cuba       | 10 - 8        |
| 1er août   | Tien-Mou Stadium | Hong Kong  | Japon      | 0 - 43 (5 m.) |
| 1er août   | Tien-Mou Stadium | Taïwan     | Australie  | 0 - 4         |
| 2 août     | Tien-Mou Stadium | Australie  | États-Unis | 2 - 7         |
| 2 août     | Tien-Mou Stadium | Taïwan     | Hong Kong  | 21 - 2 (5 m.) |
| 2 août     | Tien-Mou Stadium | Japon      | Cuba       | 15 - 0 (5 m.) |
| 3 août     | Tien-Mou Stadium | Hong Kong  | États-Unis | 0 - 12 (5 m.) |
| 3 août     | Tien-Mou Stadium | Cuba       | Australie  | 4 - 5         |
| 3 août     | Tien-Mou Stadium | Canada     | Japon      | 6 - 3         |
| 4 août     | Tien-Mou Stadium | Australie  | Japon      | 6 - 11        |
| 4 août     | Tien-Mou Stadium | États-Unis | Cuba       | 14 - 4 (6 m.) |
| 4 août     | Tien-Mou Stadium | Taïwan     | Canada     | 7 - 1         |
| 5 août     | Tien-Mou Stadium | Cuba       | Hong Kong  | 14 - 4        |
| 5 août     | Tien-Mou Stadium | États-Unis | Taïwan     | 3 - 1         |
| 5 août     | Tien-Mou Stadium | Canada     | Australie  | 4 - 9         |
| 6 août     | Tien-Mou Stadium | Japon      | États-Unis | 11 - 13       |
| 6 août     | Tien-Mou Stadium | Hong Kong  | Canada     | 0 - 10 (5 m.) |
| 6 août     | Tien-Mou Stadium | Cuba       | Taïwan     | 0 - 8         |

| Pl. | Équipe     | J | V | D | PM | PC  | %    | Tiebreak       |
| --- | ---------- | - | - | - | -- | --- | ---- | -------------- |
| 1   | États-Unis | 6 | 5 | 1 | 51 | 23  | .833 |                |
| 2   | Japon      | 6 | 4 | 2 | 92 | 25  | .667 | 1-1, 0.86 PE/M |
| 3   | Canada     | 6 | 4 | 2 | 36 | 29  | .667 | 1-1, 0.92 PE/M |
| 4   | Australie  | 6 | 4 | 2 | 48 | 28  | .667 | 1-1, 1.15 PE/M |
| 5   | Taïwan     | 6 | 3 | 3 | 37 | 19  | .500 |                |
| 6   | Cuba       | 6 | 1 | 5 | 30 | 56  | .167 |                |
| 7   | Hong Kong  | 6 | 0 | 6 | 0  | 122 | .000 |                |

- L'Australie, le Canada et le Japon étaient à égalité après le premier tie-break des confrontations directes (1-1). Au second tie-break, le Japon prend la deuxième place avec une moyenne de 0.86 points encaissés par manche, devant le Canada, 0.92, et l'Australie, 1.15.

J : rencontres jouées, V : victoires, D : défaites, PM : points marqués, PC : points concédés, % : pourcentage de victoire.

## Classement final
| Pl. | Sélection  |
| --- | ---------- |
|     | États-Unis |
|     | Japon      |
|     | Canada     |
| 4   | Australie  |
| 5   | Taïwan     |
| 6   | Cuba       |
| 7   | Hong Kong  |

## Récompenses
Voici les joueuses récompensées lors du tournoi:
| Position           | Joueuse          |
| ------------------ | ---------------- |
| Lanceuse partante  | Lin-Pei Chun     |
| Lanceuse de relève | Simone Wearne    |
| Receveuse          | Tomomi Takashima |
| 1re base           | Amanda Asay      |
| 2e base            | Shae Lillywhite  |
| 3e base            | Donna Mills      |
| Arrêt-court        | Ayumi Ota        |
| Champs extérieurs  | Amy McCann       |
| Champs extérieurs  | Bridget Veenema  |
| Champs extérieurs  | Kim Voisard      |
| Frappeuse désignée | Tomomi Nishi     |

| Récompense                          | Joueuse               |
| ----------------------------------- | --------------------- |
| MVP                                 | Donna Mills           |
| Meilleure moyenne au bâton          | Tomomi Nishi (.625)   |
| Meilleure moyenne de points mérités | Feng-Yin Cheng (0.00) |
| Plus de coups de circuits           | Ayumi Ota (1)         |
| Plus de points produits             | Donna Mills (13)      |
| Plus de bases volées                | Samantha Hamilton (6) |
| Plus de points marqués              | Kazumi Morii (12)     |